# 橄欖球
又称拉格比足球（源自其发源地拉格比公学)，香港簡稱爲「欖球」，通常专指聯合式橄欖球（Rugby Union football）或英式橄欖球，是一种使用椭圆形球进行奔跑推进得分的团体球类运动，是最早出现的橄欖球類運動。
的中文译名是因其使用橄欖形（椭圆形）用球而得名，可以泛指一切使用椭圆形球的球类运动（包括规则完全不同的联盟式橄榄球、美式橄榄球、加式橄榄球和澳式橄榄球），在英語中並無類似稱呼。
英式橄榄球和英式足球一样起源於英國，都是衍生自欧洲古代民间传统足球的一种团队运动。上述“欧洲古代传统足球”中的“足球”一词是泛指足球类运动，并不是指大中华地区和非英语国家认知中“足球”的英式足球。橄榄球和英式足球等其他足球类运动有共同的起源，都源自19世纪英格兰公立中学之间发展出的公校足球。而由英格兰北部拉格比公学自创的“拉格比规则”在1845年确立，时间上比英国足协确立现代英式足球规则的时间更早，以至于原版的英式足球不得不创造一个返璞词“协会足球”（association football，简称soccer）加以区分。隨後擴展至欧洲各國及英联邦所屬國家與地區，台灣、日本、香港亦有相關賽事。重要的國際比賽有歐洲的六國錦標賽、南半球的橄欖球冠軍錦標賽，以及世界盃橄欖球賽。
傳統的联合会式橄欖球，競賽雙方各派15名球員上場，比賽場地為長方形草地，球場兩端各有一“H”型球門。比賽目的是持球衝到對方球門線後方以球觸地得分（達陣 Try），触地得分後可再取得一次罰球射門機會补加分数；另亦可以在比賽中踢球越過球門橫桿上方而得分。當比賽時間結束時，以得分較多者獲勝。比賽過程中，防守一方可擒抱攻方持球員以阻止其進攻，但擒抱方式和位置均有所限制，以避免選手受傷。
近年來流行的七人制橄欖球，是橄欖球運動的一種變化，其場地、規則與傳統15人制橄欖球大致相同，但人數少、比賽節奏快、平均得分高，普遍受到歡迎，重要性日增，為世界運動會的正式競技項目。七人制橄欖球成為2016年巴西里約熱內盧奧運正式比賽項目。七人制橄欖球外，亦有十人制之設計，不過較不普遍。
除此之外，尚有許多運動是由橄欖球和足球衍生發展出來，包括同樣使用橄欖形球的聯盟式橄欖球（Rugby League）、美式足球和加拿大式足球。澳式足球和流行於愛爾蘭的蓋爾式足球，發展相对较獨立。盖尔式足球虽然使用圓形球，但與英式橄欖球運動有幾分相似，有時會被拿來作比較。

## 起源

### 现代各种足球类运动的起源
现代的橄榄球、澳式足球、盖尔式足球和英式足球都起源于欧洲古代传统上的原始“足球”。它们在一开始是同一类运动，并没有严格的区分。因此，“橄榄球起源于足球”这种说法是不准确的，不妥当的。
当时，很多公共学校（Public schools）都有自己的足球规则。其中，拉格比学校（Rugby School）的“拉格比规则”（Rugby rules）确立于1845年，是现代橄榄球的直接源头。“拉格比规则”与确立于1848年的“剑桥规则”（Cambridge rules）和确立于1857年的“谢菲尔德规则”（Sheffield rules）共同衍生出了现代的英式足球（1863年），其标志是“The Football Association”的建立。
现代的英式橄榄球则直接从“拉格比规则”发展而来，同时也吸收了一部分英式足球的内容。其正式建立的标志是“Rugby Football Union”的成立（1871年）。
“拉格比规则”传播到北美地区后，诞生了“烤盘足球”，即加拿大式橄榄球（加拿大式足球，1861年）和美式橄榄球（美式足球，1869年）。所以，“加式和美式橄榄球源于英式橄榄球”这种说法虽然不能算错但也不够准确，因为没有直接的继承关系。

另外有两种独立发展的足球规则，澳大利亚规则（Australian rules，1859年）和盖尔式（Gaelic，1887年），分别发展成了澳式足球（澳式橄榄球）和盖尔式足球。由于两者的形式和规则过于相似，被认为是相互之间有影响或联系。在双方的共同努力下，于1967年诞生了综合两种规则的“国际规则式足球”（International rules football）。
关于橄榄球的诞生，有一种传说广为流传。

1823年的某一天，英格蘭沃里克郡拉格比鎮的拉格比學校正在舉辦校內足球比賽。有一位名為威廉·韋伯·艾利斯的學生，因為一次踢球失誤感到懊惱，一時心血來潮，便抱起球跑向對方球門。此一動作雖然犯規，卻引起在場觀眾的興趣。此後在該校的足球比賽中，抱球跑的情況便頻頻發生，並逐漸傳播開來。後來經由一些熱心人士的研究與改善，便逐漸發展成為一項新的運動。由於是從拉格比學校開始發展的一種足球衍生運動，便稱之為“拉格比足球”（Rugby football）。

但是，这种说法几乎没有任何根据，并且大多数体育历史学者都认为这个故事是凭空杜撰的。“用手臂抱住球”(taking the ball in his arms)这个动作经常被误解为“拿着球向前跑”(picking the ball up)，而“用手持球”（handling the ball）被很多人认为是 Webb Ellis 犯规的地方，比如在现代足球规则中就是如此。然而“用手持球”（handling the ball）在当时（注释：指的是在现代的橄榄球和足球分家之前）是经常被允许的，在某些情况下甚至是强制性的动作。Webb Ellis在当时的规则下，真正犯规的地方是“带着球向前跑”（running forward with it），因为当时的规则是只允许运动员“向后撤退”（retreat backwards）或者“向前踢球”（kick forwards）。
根據英國廣播公司的報導，威廉·韋伯·艾利斯不大可能是橄欖球的始祖。伦敦吞克納姆的世界橄榄球博物馆馆长洛维指出：“韦伯·埃里斯有点像英国历史上的亚瑟王。他很重要，但你一旦开始考证，就会发现，传奇故事的背后没有什么证据。”。

## 歷史
1845年，橄欖球運動發展出第一套規則。
1863年，英格蘭主要的幾個橄欖球俱樂部決定離開英格蘭足球協會而獨立。
1871年，正式成立了第一個橄欖球運動組織－英格蘭橄欖球聯合會（Rugby Football Union）。
由於當時英國海權極為強盛，橄欖球運動隨著英國皇家海軍向外拓展至英國的屬地、殖民地，隨後再漸漸推廣至其他各國，成為一種世界性的運動。

## 場地

橄欖球比賽場地

橄欖球比賽場地（field-of-play）為100米长、70米宽的長方形草地。球場兩長邊為邊線（touch-line，得分区的边线则称为touch-in-goal line），兩短邊為得分线（try line，或称goal-line）。得分線後方有1深10米纵深的得分区（in-goal area），該區底線為死球線（dead ball line）。得分线中央立有球門，門柱相隔5.6米，在高3米處有一橫桿相連。
場地正中央與兩端得分线線平行處畫有一條半场线（half-way line），兩邊距離中線10米處各畫有一條虛線，距離得分线5米處也各畫有一條虛線，距離得分线22米處各畫有一條實線，有時候會標明數字“22”以利識別。兩側距離邊線5米處各畫一條虛線，距離邊線十五米處各畫數條短實線。

## 器材

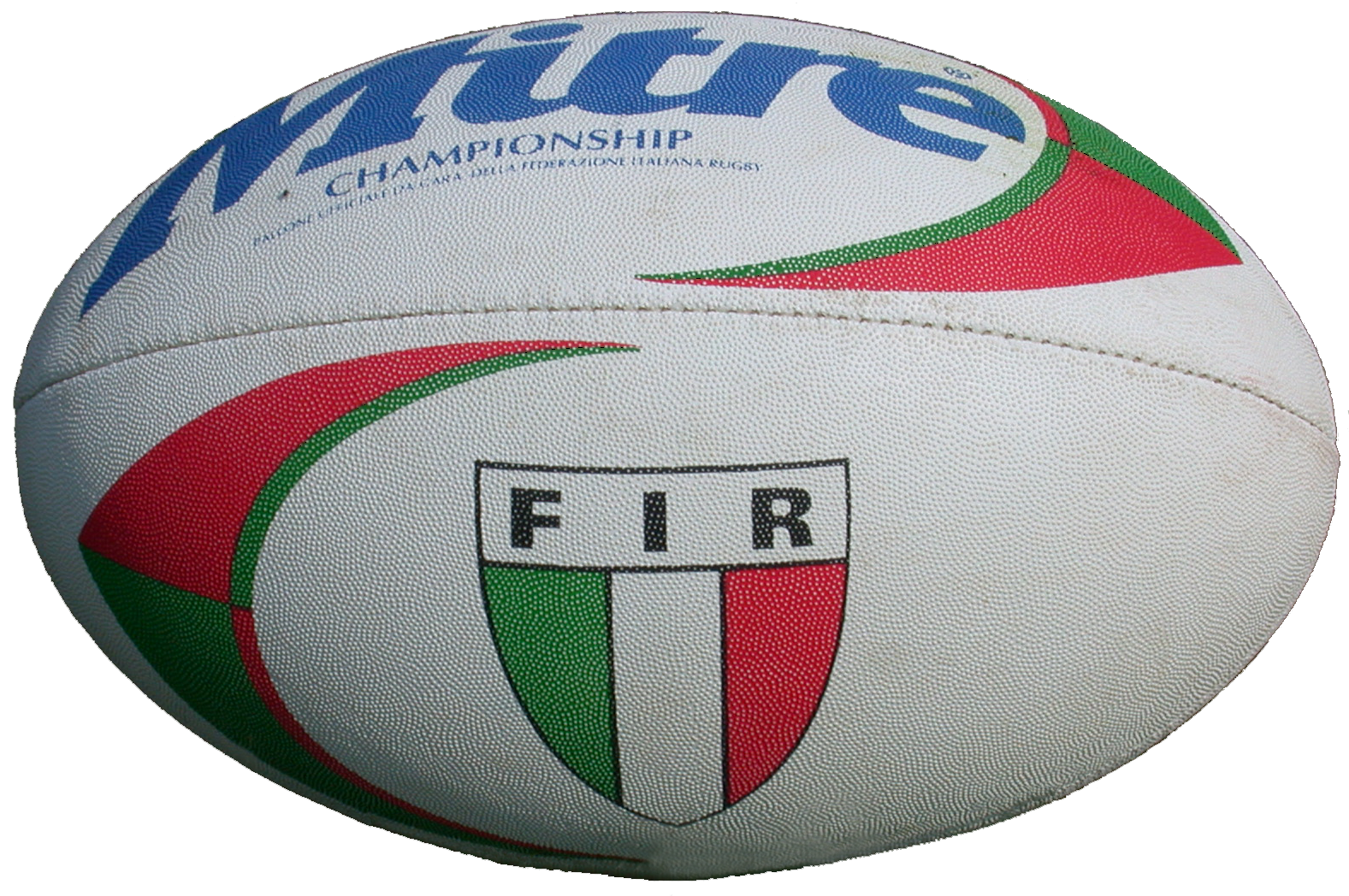
橄欖球比賽用球

橄欖球比賽用球為橢圓形，由四塊皮革縫合而成，因與橄欖形狀相似，故中文翻譯成“橄欖球”。
橄榄球起初所使用的球是用豬的膀胱經太陽晒乾後吹漲來使用，其形體呈橢球形，有別於足球的圓球形，因此也增加了球滾動時的不確定性，這特點也是這項運動之所以吸引人的地方。1851年，拉格比學校門口的皮鞋商威廉．吉爾伯特先生製造了由四塊皮縫合的橢圓形球參加倫敦博覽會展示，從此英國所有的球隊開始使用吉爾伯特製作的四塊皮縫合的橢圓形球了。後來橄榄球傳入華人地區，人們因其球的型狀似橄欖，而獨創以「橄欖球」作為其中文名稱。但在英語中，並無類似的稱呼。

## 队员位置
每只球队在比赛中有十五位上场队员以及7到8位替补队员。场上队员分为8个前锋和7个后卫。

标准橄榄球队组成，解释每个位置及其各自的数字。

### 前锋
前锋队员的主要职责是抢球以及控球。这些队员通常体型较为强壮，参与Scrum 和 line-out 等阵型中。前锋也通常被称为'pack'(背包)，因其在scrum阵型中的姿势得名。前锋的站位分为三排：前排，中排，后排。
前排

前排包含三位前锋：两位支柱(鬆头支柱（1号），紧头支柱（3号）), 一位钩球员（2号）。两位支柱的角色是协助钩球员在scrum阵型中，在line-out阵型中给跳跃者（抢球者）提供支撑，以及在rucks和mauls阵型中提供力量支持。Hooker在进攻和防守中都是一个关键的位置并且要承担在scrum中拿球的任务。在处理界外球问题上，钩球员也经常是在界外抛球的那个人。
中排

中排包含两位锁球员队员（4号，5号）。锁球员经常是在全队中最高的队员，在line-out阵型中跳跃者的身份。在line-out阵型中，锁球员的主要任务是进行定点跳跃，以拿到球或者使球落到自己方的场地，跳跃平台常常由其他前锋支撑。锁球员队员在scrum阵型中也是一个重要的角色，站在前排队员身后拿球同时组织进攻。
后排

后排是前锋位置的第三排也是最后一排，不要与‘后卫’混淆，他们通常被称为自由前锋。两个侧翼前锋（6号，7号）和8号前锋组成了后排。两个侧翼前锋是scrum阵型中最靠边的两位前锋。他们也是在比赛中跑位最多的前锋。他们的主要任务是在从‘失误’中取得控球权。8号前锋在scrum阵型中位于两位侧翼前锋中间，并用身体为scrum前排队员提供力量支撑。8号前锋的主要任务是在scrum阵型中控制被前排队员踢出的球同时在进攻过程中起到连接前锋和后卫的作用。

### 後衛
后卫的角色是创造并且转换得分机会。通常相比于前锋，他们的体型更小，速度更快，行动更敏捷。还有一个区分前锋和后卫的标志是，后卫的控球能力要求更严格和出色，特别是传锋(9号, Scrum-half)，传接锋(10号, Fly-half)，殿卫15号。
中後衛

中后卫由传锋(9号, Scrum-half)和传接锋(10号, Fly-half)组成。传接锋在推动战术，协调团队表现方面非常重要，起到球队大脑的角色。在scrum阵型，line-out阵型中，他们经常作为第一个拿球者的角色, 并且组织全队的下一步动作，同时和队员们进行沟通。很多传接锋也是主要得分队员。传锋起到连接前锋和后卫的作用。在scrum阵型，line-out阵型中，传锋起到将球从前锋传递给传接锋的角色。他们也常常作为在scrum阵型中投球者的角色，也常常作为全队的第二个松头支柱。
四分之三后卫

内中锋(12号)，外中锋(13号)，左翼锋(11号)，右翼锋(14号)组成了四分之三后卫。内外中锋起到阻拦对方球队进攻的作用。在进攻中，他们使用他们的力量和速度来突破对方的防御。左右翼锋经常位于防卫线的两侧。他们的主要任务是阻止对方的进攻并尝试得分。他们常常是全队中奔跑速度最快的球员，使用速度来抵挡对方的铲球。
殿卫

殿卫常常位于后防线几米之后。他们是全队的最后一道防线。一个好殿卫的最重要的两个属性是能够可靠的接球并且踢球。

## 規則

### 基本规则
- 持球員可以抱球向前進，也可以向前踢球。
- 踢球者會形成越位線，在踢球者前方之隊友，於踢球者跑過前，不得碰觸球，否則即構成越位。
- 持球員只能向側後方傳球，不能向前傳球。
- 球所在位置向左右兩邊拉出的虛擬直線叫「越位線」，攻方球員必須留在越位線的後方，不能越位。
- 持球員被防守方擒抱倒地時，必須立刻放開手裡的球；而擒抱別人的球員必須立刻放開對方[8]。

### 得分规则
- 球被帶入或踢入對方得分區時，攻方球員持球將其觸地，可得5分（台灣)。
- 触地得分之後，攻方可以由任一位球員在触地點與得分线的垂直線上任一點再射門一次，若射入球門可再得1分（澳洲）。
- 比賽中持球員可以用踢落地球（drop kick）射門，射入可得3分。
- 對方犯規後的定点罰踢可以直接射門，射入可得3分[8]。

## 各國橄欖球運動發展

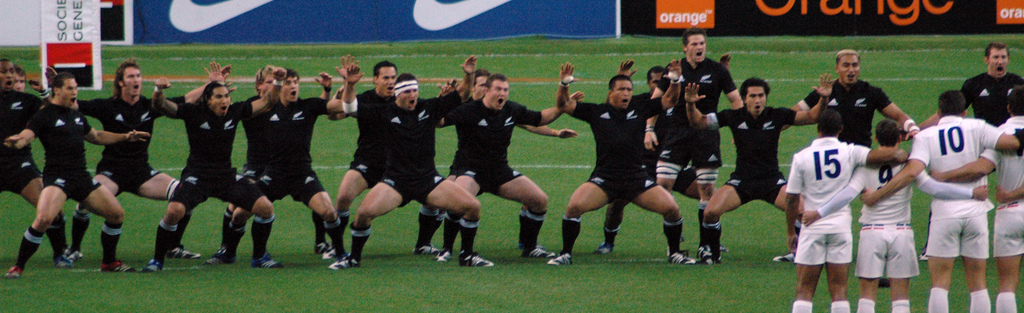
新西兰“全黑”队2006年11月对阵法国队开赛前表演毛利族传统战舞

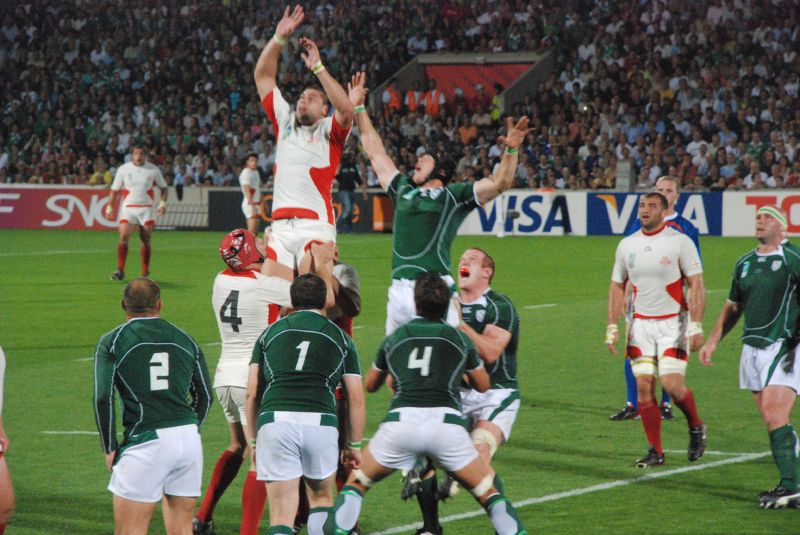
2007年世界盃橄欖球賽：愛爾蘭隊與喬治亞隊爭邊線球

橄欖球運動有八大主要聯盟雄踞，分別是英格蘭、澳大利亚、愛爾蘭、威爾斯、蘇格蘭、紐西蘭、法國及南非。重要的國家代表隊比賽有歐洲的六國錦標賽、南半球的橄欖球冠軍錦標賽，以及世界盃橄欖球賽。而最重要的俱樂部比賽則為南半球的南非、澳洲、紐西蘭和阿根廷及日本五國之間的職業聯賽超級橄欖球聯賽。橄欖球同时也是紐西蘭、威爾斯，以及太平洋國家東加、斐濟、薩摩亞等國的國家運動。

在台灣，橄欖球運動並不普及，但在1965年，時任國防部部長高魁元，指定橄欖球做為陸軍軍種球，同年陸軍軍官學校時任校長張立夫也開始於校內推動橄欖球運動。

## 職業橄欖球
| 賽事                 | 隊伍 | 國家                                                    |
| -------------------- | ---- | ------------------------------------------------------- |
| 超級橄欖球聯賽       | 15   | 南非 (4), 紐西蘭 (5), 澳洲 (4), 阿根廷 (1), 日本 (1)    |
| 日本甲組聯賽         | 16   | 日本                                                    |
| 法國Top14聯賽        | 14   | 法國                                                    |
| 英格蘭超級欖球聯賽   | 12   | 英格蘭                                                  |
| Pro14聯賽            | 14   | 愛爾蘭 (4), 威爾斯 (4), 蘇格蘭 (2), 義大利 (2), 南非(2) |
| Currie盃             | 8    | 南非                                                    |
| 美國職業橄欖球大聯盟 | 13   | 美國                                                    |

## 橄欖球衍生運動
- 七人制橄欖球
- 聯盟式橄欖球
- 輪椅橄欖球：專為嚴重傷殘人士而設的一項集體球類活動，通常的籃球場上進行；每隊四人。
- 美式足球：在美國稱作「Football」，在澳大利亞稱為「烤盤足球」（Gridiron Football）或「烤盤」。
- 加拿大式足球：在加拿大簡稱「Football」

## 外部連結
- 超級橄欖球聯賽 （页面存档备份，存于）（英文）
- 英国广播公司橄榄球世界杯网页 （页面存档备份，存于）（英文）
- 2007年英式橄榄球世界杯 （页面存档备份，存于）（英文）（法文）（西班牙文）
- 留學記趣（三）：欖球世盃 （页面存档备份，存于）
- 橄欖心、台灣橄欖球資訊網 （页面存档备份，存于）（繁體中文）
- 台灣橄欖球聯盟 （页面存档备份，存于）（繁體中文）
- 中華民國橄欖球協會 （页面存档备份，存于）（繁體中文）
- 臺灣無惑橄欖球俱樂部 （页面存档备份，存于）（繁體中文）
- 香港欖球總會 （页面存档备份，存于）（繁體中文）